# Klaus Westebbe
Klaus Westebbe, nemški rokometaš, * 30. september 1949.
Leta 1972 je na poletnih olimpijskih igrah v Münchnu v sestavi zahodnonemške rokometne reprezentance osvojil šesto mesto.